# Crystal Lee Sutton
Crystal Lee Sutton (California, Estados Unidos, 31 de diciembre de 1940-Carolina del Norte, 11 de septiembre de 2009) fue una sindicalista estadounidense que se hizo especialmente famosa cuando la película de 1979 Norma Rae contó su historia personal al ser despedida de la compañía WestPoint Home de Carolina del Norte, el 30 de mayo de 1973.
En la película su personaje está interpretado por la actriz Sally Field. Norma Rae también es recordada por su banda sonora, que ganó el premio Óscar a la mejor canción original por It Goes Like It Goes.